# Сити-оф-Брадфорд
Сити-оф-Брадфорд (англ. City of Bradford) — метрополитенский район со статусом сити в церемониальном метрополитенском графстве Уэст-Йоркшир.
Административный центр — город Брадфорд.
Район расположен в северо-западной части графства Уэст-Йоркшир, граничит с графствами Ланкашир и Норт-Йоркшир.

## Состав
В состав района входят города:
- Бингли
- Брадфорд
- Денолм
- Китли
- Куинсбери
- Шипли
- Силсден

и общины (англ. civil parish):
- Аддингем
- Бейлдон
- Берли
- Клейтон
- Каллингуэрт
- Харден
- Гаворт, Кросс Роудс энд Станбери
- Илкли
- Менстон
- Оксенхоуп
- Санди-Лейн
- Ститон-уит-Истберн
- Трайдент
- Уилсден
- Роз